# Entomologia
L'entomologia (del grec éntomon, «insecte» i logos, «tractat, estudi») és la branca de la zoologia que estudia els insectes. En un sentit més ampli, inclou també l'estudi d'altres artròpodes com les aranyes i els àcars.

## Especialització taxonòmica

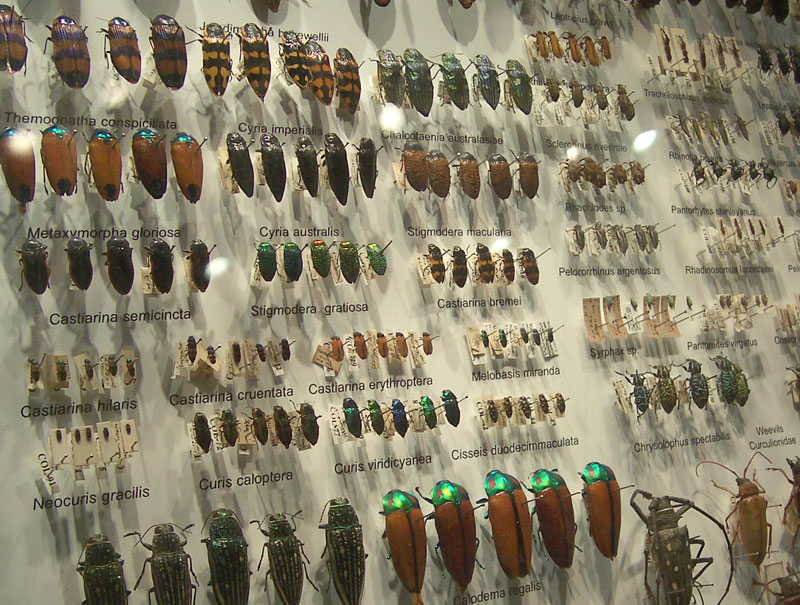
Una gran col·lecció de coleòpters

Molts entomòlegs s'especialitzen en un sol ordre o fins i tot família d'insectes, i algunes d'aquestes especialitzacions tenen el seu propi nom, normalment (però no sempre) derivat del nom científic del grup:
- Apiologia - abelles
- Coleopterologia - escarabats
- Dipterologia - braquícers
- Hemipterologia - hemípters
- Lepidopterologia - papallones i arnes
- Mirmecologia - formigues
- Ortopterologia - saltamartins cigales, etc.
- Tricopterologia - tricòpters